# Tama & Friends
Tama & Friends (タマ&フレンズ Tama ando Furenzu?) es una franquicia de personajes creada por Sony Creative Products Inc en 1983. Group TAC creó una serie OVA basada en dichos personajes en 1988. Los episodios, así como otros tres episodios adicionales fueron emitidos en TBS y MBS bajo el nombre de San-Chōme no Tama: Uchi no Tama Shirimasen ka? (3丁目のタマ うちのタマ知りませんか??) entre el 3 de julio y 28 de agosto de 1993. Una película de anime, titulada San-Chōme no Tama: Onegai! Momo-chan wo Sagashite!! (3丁目のタマ おねがい!モモちゃんを捜して!!?), fue lanzada en el mismo año y otros 26 episodios fueron creados y transmitidos en 1994 en las mismas cadenas y con el mismo nombre. Otra serie de anime, conocida como Tama & Friends: Sagase! Mahō no Puni-Puni Stone (タマ&フレンズ 探せ!魔法のプニプニストーン?) fue emitida en Animax en 2006.
Una nueva serie de cortos animados comenzó a emitirse en octubre de 2016 y nueva serie de anime titulada Uchi Tama!? ~Uchi no Tama Shirimasen ka?~ del estudio MAPPA y Lapin Track fue estrenada el 9 de enero de 2020 en el bloque de programación noitaminA de Fuji TV.

## Argumento
La historia sigue las aventuras de un pequeño grupo de amigos compuesto por gatos y cachorros, de los cuales Tama es de alguna manera la cabeza. Cada episodio cuenta una o dos nuevas aventuras, dependiendo del episodio.

## Personajes

### Animales
- Tama (タマ?) - un gato enérgico que siempre quiere emprender nuevas aventuras.
- Momo (モモ?) - es una gata dulce y femenina. Tama está enamorado de ella en secreto.
- Pochi (ポチ?) - un perro que constantemente teme a muchas cosas. Es propiedad de Yamada Tofu (とうふの山田 Tōfu no Yamada?).
- Tora (トラ?) - un alborotador que quiere convencer a sus compañeros de que intenten acrobacias temerarias. Es propiedad de Yuzuko Oketani (桶谷ゆず子 Oketani Yuzuko?).
- Beh (ベー Bē?) - un gato negro que conoce todos los atajos y lugares ocultos de la ciudad. Su dueño es Banta Kawahara (河原ばん太 Kawahara Banta?).
- Kuro (クロ?) - un perro hiperactivo y atlético. Es propiedad de Yasushi Mikawa (三河やすし Mikawa Yasushi?).
- Gon (ゴン?) - es un perro relajado. Es propiedad de Zenji Noda (野田ぜんじ Noda Zenji?).
- Koma (コマ?) - es el miembro más joven del grupo de Tama.
- Nora (ノラ?) - es un gato callejero inteligente.
- Buru (ブル?) - es un bulldog que acosa al grupo de Tama y está enamorado de Momo. Es propiedad de Kaneko Kuramochi (倉持カネ子 Kuramochi Kaneko?).

### Humanos
- Takeshi Okamoto (岡本タケシ Okamoto Takeshi?) - el dueño de Tama, a quien le gusta andar en bicicleta y mirar las estrellas.
- Kimie Okamoto (岡本キミエ Okamoto Kimie?) - la madre de Takeshi.
- Emi Hanasaki (花咲エミ Hanasaki Emi?) - amiga de Takeshi y propietaria de Momo.
- Kasumi Hanasaki (花咲カスミ Hanasaki Kasumi?) - la madre de Emi.

### Elenco deUchi Tama!? ~Uchi no Tama Shirimasen ka?~
- Tama Okamoto - Sōma Saitō
- Pochi Yamada - Kenshō Ono
- Tora Kiso - Yusuke Shirai
- Be Kawahara - Yuma Uchida
- Momo Hanasaki - Kana Hanazawa
- Koma Oketani - Tomoyo Kurosawa
- Nora - Yūki Kaji
- Kuro Mikawa - Yūichirō Umehara
- Gon Noda - Wataru Hatano
- Buru Kuramochi - Tomoaki Maeno
- Takeshi Okamoto - Yuka Terasaki
- Kun Kuramochi - Minami Takahashi
- Emi Hanasaki - Ayane Sakura
- Tomekichi Kiso - Masaya Takatsuka

## Videojuegos
El primer videojuego de Tama & Friends, llamado Tama & Friends: San-chōme Dai Bōken (タマ＆フレンズ 3丁目大冒険 Tama ando Furenzu: San-chōme Dai Bōken?) fue lanzado en 1989 para el sistema Famicom Disk System.
El segundo juego, San-Chōme no Tama: Momo-chan wa Doko! (３丁目のタマ モモちゃんはどこ！?) fue lanzado en julio de 1994 para Sega Pico.
El tercer juego, San-Chōme no Tama:: Tama and Friends - San-chōme Obake Panic!! (3丁目のタマ タマ＆フレンズ 3丁目おばけパニック！！ San-Chōme no Tama: Tama ando Furenzu - San-chōme Obake Panikku!!?) fue lanzado en agosto de 1994 para Game Boy.
El cuarto juego, Tama & Friends: San-chōme Kōen Tamalympics (タマ＆フレンズ 3丁目公園タマリンピック Tama ando Furenzu: San-chōme Kōen Tamarinpikku?) fue lanzado en 1995 para Game Gear.